# Johann George Steingraeber
Johann George Steingraeber (1858-1932) était un fabricant de pianos, fils d'Eduard Steingraeber, le fondateur de la firme Steingraeber & Söhne.

## Biographie
Il s'intéressa aux instrument anciens, clavecins italiens ou allemands et en rassembla une collection remarquable en tant 
qu'antiquités mais généralement hors d'usage musicalement. 
En 1910 il s'installa à Berlin ; il y fonda un atelier pour y 
construire ses propres instruments influencés par des modèles historiques, confiant la mise au point et la finition à des collaborateurs tel Gustav Walter, qui avait été restaurateur au Musée de Berlin, ou encore Friedrich Ernst, connu par l'entremise de Curt Sachs et qui devait lui-même devenir restaurateur pour ce même musée. 
Sept clavecins (désignés Opus 1 à 7) furent construits entre 1910 et 1930, largement inspirés du Bach-Cembalo 
(ou Bach-Flügel) acquis en 1890 par le Musée de Berlin et que l'on croyait alors avoir appartenu à 
J.S. Bach lui-même (c'est Friedrich Ernst qui devait prouver le contraire, 
bien plus tard, en 1955). 
Il n'en subsiste aujourd'hui que quatre, les Opus 1 et 4 ayant été détruits pendant la Seconde Guerre Mondiale, et l'Opus 2 en 1945 par 
suite d'une inondation. L'Opus 6 est exposé au Musée de Berlin.
Ces clavecins se distinguent de ceux construits à la même époque par d'autres facteurs sur l'inspiration du même modèle par 
le fait qu'ils étaient entièrement en bois, sans cadre métallique, et ne possédaient pas de pédales. L'aspect extérieur était 
à l'imitation du Bach-Cembalo, très dépouillé, et la disposition, peu traditionnelle, identique (16' et 8' (jeu de luth) au clavier inférieur, 8' et 4' au clavier supérieur).

## Sources
- (en) Wolfgang Zuckermann, The modern harpsichord : Twentieth century instruments and their makers, New York, October House, 1969, 255 p. (ISBN 0-8079-0165-2), p. 190
- (de) collectif, Das Berliner « Bach-Cembalo » : Ein Mythos und seine Folgen, Berlin, Institut d'État de recherche musicale - Preussicher Kulturbesitz - Musikinstrumenten-Museum, 1995, 128 p. (ISBN 3-922378-13-7), pp. 67-69, 92-94, 118, 120
- (en) Igor Kipnis, The Harpsichord and Clavicord : an encyclopedia, New York, Routledge, coll. « Encyclopedia of Keyboard Instruments », 2007, 548 p. (ISBN 978-1-138-79145-9) p. 445